# Atticus Shaffer
Atticus Ronald Shaffer (Santa Clarita, California, 19 de junio de 1997) es un actor estadounidense, especialmente conocido por su papel como Brick Heck en la serie de televisión The Middle.

## Biografía
Atticus Shaffer fue descubierto en el 2006 por su actual mánager.En el 2007 comenzó su carrera participando en pequeños roles en series de televisión como The Class y Days of Our Lives.
En el 2008 apareció en un capítulo de la serie Me llamo Earl. En ese mismo año, también participó en la película Hancock junto a Will Smith. Durante la premier de esta película conoció al actor Jae Head.
El siguiente año, consiguió un papel protagonista en la serie de televisión de comedia de la ABC The Middle, en la que interpreta el papel del hijo menor de la familia, Brick Heck. 
Shaffer también ha hecho varios comerciales de televisión y ha prestado su voz para el doblaje de personajes en películas de animación como Año Uno y Ice Age: Dawn of the Dinosaurs.
Atticus fue uno de los niños mejor pagados de televisión de todo el mundo, ganando alrededor de 12 mil dólares por cada episodio de The Middle.

### Enfermedad
Shaffer padece de osteogénesis imperfecta de tipo IV, un trastorno congénito que se caracteriza por la fragilidad y/o deformidad en los huesos de las personas que la padecen.
Atticus se ha roto algunos huesos varias veces, sin embargo, su enfermedad no le ha impedido desempeñar su trabajo como actor, ya que el tipo de osteogénesis que padece no es tan severa como otras.

### Vida personal
Al igual que su personaje Brick, éste destaca en sus estudios, y aunque no va a la escuela, el equipo de producción de The Middle le propuso en 2009 la opción de poder terminar la primaria en el set de grabaciones y él aceptó, por lo que estudió tanto en el set de grabación como en su casa.Admite ser un poco introvertido aunque tiene muchos amigos, y es miembro de los Scouts, donde participa en los campamentos y eventos que organiza esta agrupación.
Actualmente, Shaffer reside en Acton, California.

## Filmografía

### Televisión
- The Class como Jonah
- Days of Our Lives (2007) como Niño Irlandés
- Carpoolers (2008)
- Out of Jimmy's Head (2008) como Aaron
- Me llamo Earl (2009) como Space Camper
- The Middle (2009–2018) como Brick Heck
- Extreme Makeover (2010) Él mismo
- Pecezuelos (2010-2014) como Albert Glass
- The Tonight Show with Jay Leno (2010) Él mismo
- Los Pingüinos de Madagascar (2011) como Los gemelos Vesuvius
- Estoy en la banda (2011) como Eddie Nova Jr.
- Steven Universe (2013-2018) como Peedee
- A todo ritmo (1 episodio)
- The Lion Guard (2016-2019)
- Yo nunca (2020) como Representante de Rusia del modelo de la ONU

### Cine
| Año  | Título              | Papel            |
| ---- | ------------------- | ---------------- |
| 2008 | Leaving Barstow     | Niño del autobús |
| 2008 | Hancock             | Niño del autobús |
| 2008 | An American Carol   | Timm             |
| 2009 | The Unborn          | Matty            |
| 2009 | Opposite Day        |                  |
| 2009 | Subject: I Love You | Tommy            |
| 2012 | Frankenweenie       | Edgar 'E' Gore   |